# Ашерзон, Пауль
Пауль Фридрих Август Ашерзон (нем. Paul Friedrich August Ascherson, 4 июня 1834 — 6 марта 1913) — немецкий ботаник, профессор ботаники, миколог, врач, доктор медицинских наук, географ, историк, этнограф и лингвист.

## Биография
Родился в Берлине 4 июня 1834 года.
В 1850—1855 годах Пауль Ашерзон изучал медицину и естественные науки в Берлинском университете имени Гумбольдта. Некоторое время Ашерсон практиковал как врач.
В 1860—1876 годах он был ассистентом в Ботаническом саду Берлина. В 1863 году Ашерзон защищал докторскую диссертацию по ботанике и географии растений. В 1873 году он был назначен профессором ботаники Берлинского университета имени Гумбольдта. После 1876 года Пауль Фридрих Август Ашерзон возглавлял экспедиции в Африку и опубликовал основополагающие работы по флоре Африки и других стран. В 1877 году Ашерсон был избран членом немецкого общества естествоиспытателей «Леопольдина». Он внёс значительный вклад в ботанику, описав множество видов растений.
Пауль Фридрих Август Ашерзон умер в Берлине 6 марта 1913 года.

## Научные работы
- Studiorum phytogeographicorum de Marchia Brandenburgensis specimen. Dissertation, Берлин 1855.
- Flora der Provinz Brandenburg, der Altmark und des Herzogthums Magdeburg. 1864[7].
- P. Ascherson: Der Berg Orjen an der Bocche di Cattaro. In: Zeitschrift der Gesellschaft für Erdkunde zu Berlin. Band 3, Берлин 1868, S. 319—336.
- P. Ascherson: Beitrag zur Flora Dalmatiens. In: Österreichische botanische Zeitschrift. Band 19, 1869, S. 65—70.
- zusammen mit Paul Graebner: Synopsis der mitteleuropäischen Flora. 1896—1939 (unvollendet)[8].
- zusammen mit Paul Graebner: Das Pflanzenreich Potamogetonaceae. 1907.
- zusammen mit Paul Graebner: Flora des nordostdeutschen Flachlandes (außer Ostpreußen). 1898—1899.
- zusammen mit Agost Kanitz: Catalogus Cormophytorum et Anthophytorum Serbiae. 1877.
- zusammen mit Georg August Schweinfurth: Illustration de la flore d'Egypte. 1887, Supplement 1889.

## Почести
Род дейтеромицетов Aschersonia был назван в его честь. В его честь был также назван род растений Aschersoniodoxa Gilg et Muschl. семейства Капустные.
В честь Ашерсона были названы следующие виды растений:
- Bosea aschersonii Bolle ex Pit. & Proust[9]
- Eremurus aschersonii Kuntze[10]
- Cirsium aschersonii Celak.[11]
- Betula aschersoniana Hayek[12]
- Amphilophium aschersonii Ule in Urb. & Graebn.[13]
- Arabis aschersonii Gand.[14]
- Tillandsia aschersoniana Wittm.[15]
- Cleome aschersoniana Pfund[16]
- Abelia aschersoniana Rehder[17]
- Cobaea aschersoniana Brand[18]
- Manotes aschersoniana Gilg[19]
- Convolvulus aschersonii Engl.[20]
- Carex aschersonii H.Lev.[21]
- Collaea aschersoniana (Taub.) Burkart[22]
- Halophila aschersonii Ostenf.[23]
- Scleranthus aschersonii Rchb.[24]
- Iris aschersonii Foster[25]
- Marrubium aschersonii P.Magnus[26]
- Cryptocarya aschersoniana Mez[27]
- Elaphoglossum aschersonii Hieron.[28]
- Huperzia aschersonii (Herter) Holub[29]
- Pavonia aschersoniana Gurke[30]
- Eugenia aschersoniana F.Hoffm.[31]
- Ochna aschersoniana Schinz[32]
- Olax aschersoniana Buttner[33]
- Angraecum aschersonii Kraenzl.[34]
- Plantago aschersonii Bolle[35]
- Melica aschersonii M.Schulze[36]
- Rosenbergia aschersoniana (Brand) House[37]
- Potamogeton aschersonii A.Benn.[38]
- Ranunculus aschersonii Freyn[39]
- Rubus aschersonii Sprib.[40]
- Psychotria aschersoniana K.Schum. & K.Krause[41]
- Salix aschersoniana Seemen[42]
- Chaenorhinum aschersonii Simonk.[43]
- Verbascum aschersonii Boiss. & Sint. ex Murb.[44]
- Lycium aschersonii Dammer[45]
- Valeriana aschersoniana Graebn.[46]
- Vleisia aschersoniana (Graebn.) Toml. & Posl.[47]